# What Wondrous Love Is This

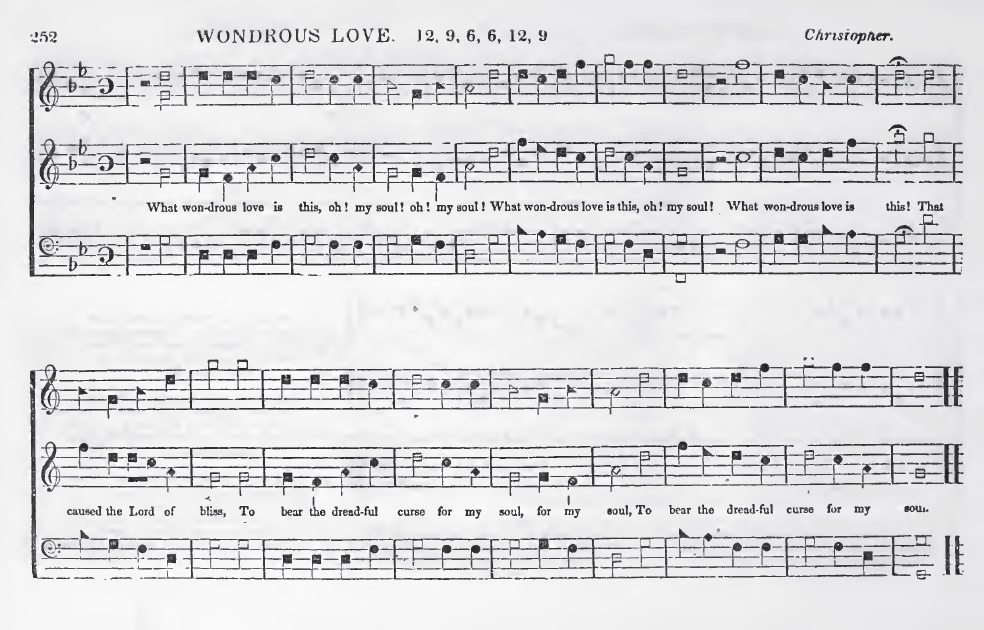
Partitions pour "What Wondrous Love Is This" dans l'édition 1854 de The Southern Harmony. La mélodie est au milieu de la portée.

What Wondrous Love Is This (souvent simplement appelé Wondrous Love) est un hymne religieux folk chrétien, parfois décrit comme un "White spiritual", du Sud des États-Unis. Son texte a été publié pour la première fois en 1811, lors de la période dite du second grand réveil de grande effervescence religieuse, et sa mélodie dérivée d'une ballade anglaise populaire. Aujourd'hui, c'est un hymne largement connu inclus dans les hymnaires de nombreuses confessions chrétiennes anglophones.

## Origines

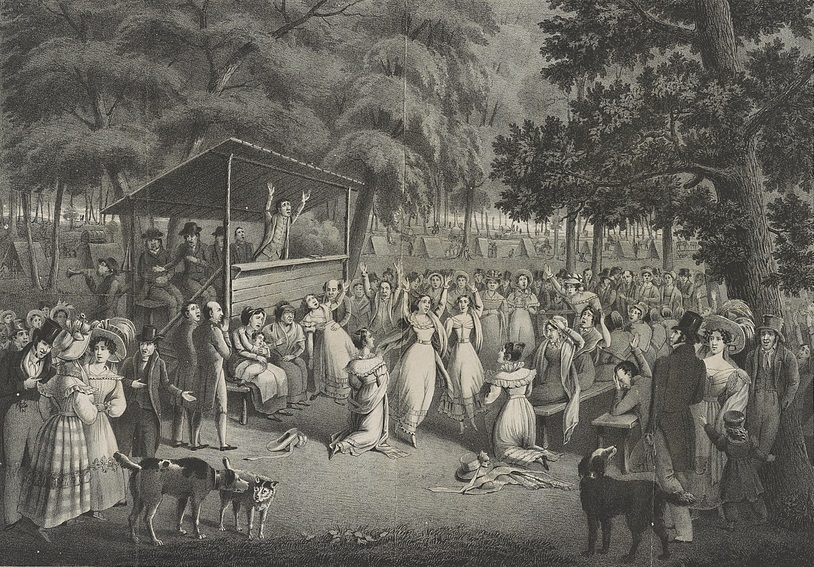
Réunion de camp pendant le second grand réveil.

Les paroles de l'hymne sont publiées pour la première fois à Lynchburg, en Virginie vers 1811 dans le livre de chants Une sélection générale des hymnes et chants spirituels les plus récents et les plus admirés actuellement en usage. Les paroles peuvent également avoir été imprimées, sous une forme légèrement différente, dans le livre de 1811 Hymns and Spiritual Songs, Original and Selected publié à Lexington, Kentucky. (Il est inclus dans la troisième édition de ce texte publié en 1818, mais tous les exemplaires de la première édition ont été perdus.) Dans la plupart des premières impressions, le texte de l'hymne est attribué à un auteur anonyme, bien que l'hymne de 1848 The Hesperian Harp attribue le texte à un pasteur méthodiste d'Oxford en Géorgie, nommé Alexander Means.

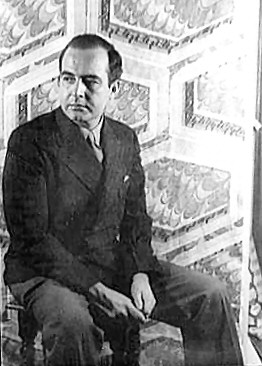
Le compositeur américain Samuel Barber a composé des variations sur "What Wondrous Love Is This" en 1958.

## Utilisation ultérieure
En 1952, le compositeur et musicologue américain Charles Bryan inclut "What Wondrous Love Is This" dans son opéra folk Singin 'Billy. En 1958, le compositeur américain Samuel Barber compose Wondrous Love: Variations on a Shape Note Hymn (Op. 34), une œuvre pour orgue, pour la Christ Episcopal Church de Grosse Pointe, Michigan ; l'organiste de l'église, un associé de Barber, avait demandé une pièce pour la cérémonie de dédicace des nouvelles orgues de l'église. La pièce commence par une déclaration qui suit de près l'hymne traditionnel ; quatre variations s'ensuivent, dont la dernière est "la plus longue et la plus expressive". Dwayne Milburn compose un prélude sur Wondrous Love comme premier mouvement de son "American Hymnsong Suite" (2003) pour orchestre harmonique.
En 1966, l'hymnaire de l'Église Methodiste unie est le premier à incorporer What Wondrous Love Is This. Mais il est maintenant utilisé par la plupart des confessions protestantes aux États-Unis, et également présent dans l'hymnaire catholique Worship. Les universalistes unitariens remplacent les paroles originales par des paroles de Connie Campbell Hart pour mieux refléter la théologie de la dénomination.

## Musique et paroles
L'hymne est chanté en mode dorien. Bien que The Southern Harmony et de nombreux hymnes ultérieurs aient incorrectement noté la chanson en mode éolien (mineur naturel) même les congrégations chantant à partir de ces hymnes chantaient généralement en mode dorien en élevant spontanément la sixième note d'un demi-ton partout où elle apparaissait. Les hymnes du XXe siècle présentent généralement l'hymne en mode dorien, ou parfois en mode éolien mais avec un sixième surélevé. L'hymne a un mètre inhabituel de 6-6-6-3-6-6-6-6-6-3.
Les paroles de la chanson expriment la crainte de l'amour de Dieu et rappellent le texte de Jean 3:16. Les paroles suivantes sont celles imprimées dans le cantique de 1811 Une sélection générale des hymnes et des chants spirituels les plus récents et les plus admirés actuellement en usage un certain nombre de variantes existent, mais la plupart sont issues de cette version.
| 1. What wondrous love is this, O my soul! O my soul! What wondrous love is this! O my soul! What wondrous love is this! That caused the Lord of bliss! To send this precious peace, To my soul, to my soul! To send this precious peace To my soul! 2. When I was sinking down, Sinking down, sinking down; When I was sinking down Sinking down When I was sinking down, Beneath God's righteous frown, Christ laid aside his crown For my soul, for my soul! Christ laid aside his crown For my soul! | 3. Ye winged seraphs fly, Bear the news, bear the news! Ye winged seraphs fly Bear the news!-- Ye winged seraphs fly, like comets through the sky, fill vast eternity! With the news, with the news! Fill vast eternity With the news! 4. Ye friends of Zion's king, join his praise, join his praise; Ye friends of Zion's king, join his praise; Ye friends of Zion's king, with hearts and voices sing, and strike each tuneful string in his praise, in his praise! and strike each tuneful string in his praise! | 5. To God and to the Lamb, I will sing, I will sing; To God and to the Lamb, I will sing-- To God and to the Lamb, who is the great I AM, while millions join the theme, I will sing, I will sing! while millions join the theme, I will sing! 6. And while from death I'm free, I'll sing on, I'll sing on, And while from death I'm free, I'll sing on. and while from death I'm free, I'll sing and joyful be, and through eternity I'll sing on, I'll sing on, and through eternity I'll sing on. |